# Pêche à la perle

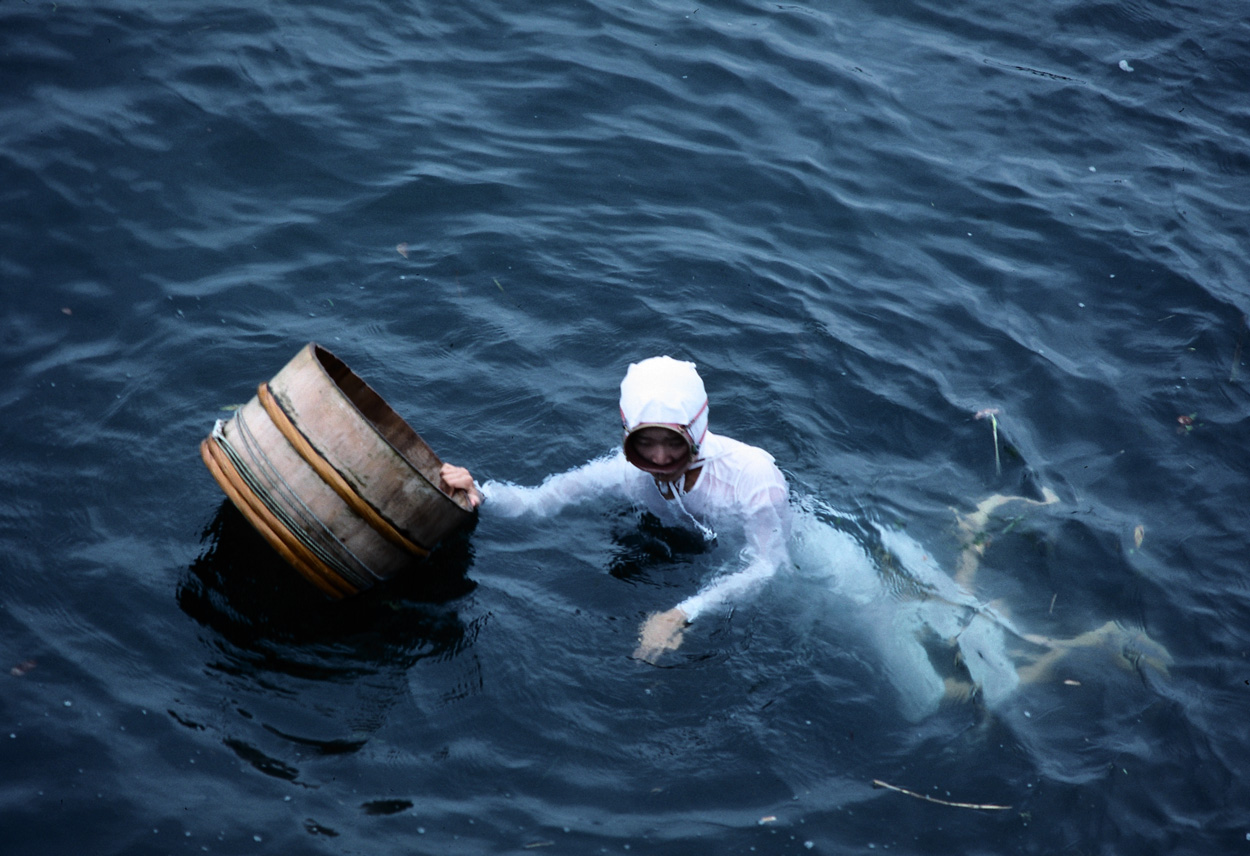
Ama au Japon.

La pêche à la perle est une pratique de pêche sous-marine consistant à prélever les perles des huîtres dans la mer.

## Histoire
La pêche à la perle était une industrie notable dans la région du golfe Persique et au Japon. L'exploitation des huîtres perlières a fait de Dubaï le plus grand port du golfe Persique à la fin du XIXe siècle, mais la concurrence de l'industrie perlière du Japon dans les années 1940 a provoqué une chute de la demande en perles naturelles.